# Tulia, Texas
Tulia là một thành phố, và quận lỵ của quận Swisher, Texas trong tiểu bang Texas, Hoa Kỳ 6 Dân số thành phố là 5.117 trong cuộc điều tra dân số năm 2000;. Trong dự toán điều tra dân số năm 2005, nó đã giảm xuống còn 4.714. [4] Thành phố là lúc đường giao nhau của Quốc lộ Hoa Kỳ 87 và Quốc lộ 86 Texas Nhà nước, khoảng hai dặm về phía đông Interstate 27.

## Địa lý
Tulia có vị trí 34 ° 32'09 "N 101 độ 45'31" W / 34,5358942 ° 101,7585159 ° W / 34,5358942; -101,7585159 (34,5358942, -101,7585159). [14] Nó nằm 46 dặm (74 km) về phía nam Amarillo trong Panhandle Texas.
Theo Cục Điều tra Dân số Hoa Kỳ, thành phố có tổng diện tích là 3,5 dặm vuông (9,1 km2), tất cả là đất.

## Dân số
Theo điều tra dân số năm 2000, 2 đã có 5.117 người, 1.698 hộ, và 1.222 gia đình sống trong thành phố. Mật độ dân số là 1,447.6 người mỗi dặm vuông (559.7/km2). Có 1.898 đơn vị nhà ở với mật độ trung bình là 537.0/sq mi (207.6/km2). Cơ cấu chủng tộc bao gồm 66,45% người da trắng, 8,40% người Mỹ gốc Phi, 0,43% người Mỹ bản xứ, 0,10% người châu Á, 0,02% người đảo Thái Bình Dương, 22,12% từ các chủng tộc khác, và 2,48% từ hai hoặc nhiều chủng tộc. Hispanic hay Latino thuộc chủng tộc nào được 39,63% dân số.
Có 1.698 hộ, trong đó 37,0% có trẻ em dưới 18 tuổi sống chung với họ, 55,5% là đôi vợ chồng sống với nhau, 12,3% có chủ hộ là nữ không có mặt chồng, và 28,0% đã không có gia đình. 25,8% các hộ gia đình đã được tạo thành từ các cá nhân và 16,3% có người sống một mình 65 tuổi trở lên đã được người. Bình quân mỗi hộ là 2,64 và cỡ gia đình trung bình là 3,18.
Trong thành phố có độ tuổi dân cư với 27,8% ở độ tuổi dưới 18, 11,9% 18-24, 25,8% 25-44, 18,7% 45-64, và 15,8% 65 tuổi trở lên. Tuổi trung bình là 33 năm. Cứ mỗi 100 nữ có 113,1 nam giới. Cứ mỗi 100 nữ 18 tuổi trở lên, đã có 116,7 nam giới.
Thu nhập trung bình cho một hộ gia đình trong thành phố là 27.794 USD, và thu nhập trung bình cho một gia đình là $ 32.415. Nam giới có thu nhập trung bình $ 24.857 so với 20.000 $ cho phái nữ. Thu nhập trên đầu cho thành phố là 12.956 $. Giới 16,0% gia đình và 19,3% dân số sống dưới mức nghèo khổ, bao gồm 26,7% những người dưới 18 tuổi và 14,9% có độ tuổi từ 65 trở lên.